# Diocesi di Imus
La diocesi di Imus (in latino Dioecesis Imusensis) è una sede della Chiesa cattolica nelle Filippine suffraganea dell'arcidiocesi di Manila. Nel 2021 contava 3.198.000 battezzati su 4.000.580 abitanti. È retta dal vescovo Reynaldo Gonda Evangelista.

## Territorio
La diocesi comprende la provincia filippina di Cavite.
Sede vescovile è la città di Imus, dove si trova la cattedrale di Nostra Signora del Pilar. A Silang sorge il santuario nazionale di Nostra Signora di La Salette.
Il territorio è suddiviso in 88 parrocchie.

## Storia
La diocesi è stata eretta il 25 novembre 1961 con la bolla Christifidelium consulere di papa Giovanni XXIII, ricavandone il territorio dall'arcidiocesi di Manila e dalla diocesi di Lipa (oggi arcidiocesi).
Nel 2009 la diocesi di Imus ha ospitato il primo incontro dei giovani asiatici, una versione continentale della Giornata mondiale della gioventù.

## Cronotassi dei vescovi
Si omettono i periodi di sede vacante non superiori ai 2 anni o non storicamente accertati.
- Artemio Gabriel Casas † (11 dicembre 1961 - 4 settembre 1968 nominato vescovo ausiliare di Manila[2])
- Felix Paz Perez † (25 febbraio 1969 - 29 febbraio 1992 deceduto)
- Manuel Cruz Sobreviñas † (25 febbraio 1993 - 22 ottobre 2001 ritirato)
- Luis Antonio Tagle (22 ottobre 2001 - 13 ottobre 2011 nominato arcivescovo di Manila)
- Reynaldo Gonda Evangelista, dall'8 aprile 2013

## Statistiche
La diocesi nel 2021 su una popolazione di 4.000.580 persone contava 3.198.000 battezzati, corrispondenti al 79,9% del totale.
| anno | popolazione | popolazione | popolazione | presbiteri | presbiteri | presbiteri | presbiteri                | diaconi | religiosi | religiosi | parrocchie |
| anno | battezzati  | totale      | %           | numero     | secolari   | regolari   | battezzati per presbitero | diaconi | uomini    | donne     | parrocchie |
| ---- | ----------- | ----------- | ----------- | ---------- | ---------- | ---------- | ------------------------- | ------- | --------- | --------- | ---------- |
| 1970 | 350.839     | 518.483     | 67,7        | 51         | 31         | 20         | 6.879                     |         | 76        | 52        | 27         |
| 1980 | 566.936     | 707.150     | 80,2        | 76         | 42         | 34         | 7.459                     |         | 319       | 108       | 31         |
| 1990 | 834.000     | 1.024.000   | 81,4        | 129        | 49         | 80         | 6.465                     |         | 145       | 90        | 38         |
| 1999 | 1.624.430   | 1.825.203   | 89,0        | 164        | 78         | 86         | 9.905                     |         | 395       | 353       | 42         |
| 2000 | 1.851.960   | 2.104.501   | 88,0        | 191        | 80         | 111        | 9.696                     |         | 327       | 296       | 43         |
| 2001 | 1.972.540   | 2.215.264   | 89,0        | 162        | 80         | 82         | 12.176                    |         | 416       | 234       | 43         |
| 2002 | 2.014.983   | 2.264.026   | 89,0        | 155        | 84         | 71         | 12.999                    |         | 596       | 419       | 43         |
| 2003 | 2.035.045   | 2.286.567   | 89,0        | 189        | 88         | 101        | 10.767                    |         | 545       | 379       | 43         |
| 2004 | 2.075.972   | 2.419.206   | 85,8        | 180        | 90         | 90         | 11.533                    |         | 428       | 379       | 45         |
| 2006 | 2.210.000   | 2.580.000   | 85,7        | 184        | 95         | 89         | 12.010                    |         | 381       | 255       | 46         |
| 2013 | 2.876.939   | 3.596.174   | 80,0        | 239        | 119        | 120        | 12.037                    |         | 401       | 301       | 55         |
| 2016 | 2.965.000   | 3.706.000   | 80,0        | 253        | 112        | 141        | 11.719                    |         | 514       | 371       | 87         |
| 2019 | 3.111.930   | 3.889.660   | 80,0        | 333        | 115        | 218        | 9.345                     |         | 726       | 486       | 83         |
| 2021 | 3.198.000   | 4.000.580   | 79,9        | 347        | 114        | 233        | 9.216                     |         | 767       | 432       | 88         |